# Maimuna inornata
Maimuna inornata là một loài nhện trong họ Agelenidae.
Loài này thuộc chi Maimuna. Maimuna inornata được Octavius Pickard-Cambridge miêu tả năm 1872.